# Distretto di Non Sung
Il distretto di Non Sung (in thailandese: โนนสูง) è un distretto (amphoe) della Thailandia, situato nella provincia di Nakhon Ratchasima.